# Bactrocera biguttula
Bactrocera biguttula is een vliegensoort uit de familie van de boorvliegen (Tephritidae). De wetenschappelijke naam van de soort werd voor het eerst geldig gepubliceerd in 1922 door Bezzi.